# Język mburku
Język mburku (inaczej: barke, barko, burkanawa, burkunawa, karija, lipkawa, mburkanczi, wudufu, wuufu; nazwa oryginalna: və mvəran) – język afroazjatycki z zachodniej gałęzi języków czadyjskich, używany w Nigerii (obszar Darazo, stan Bauczi). Najbliżej spokrewniony z językami wardżi (północne bauczi, B.2) – wardżi, diri, dżimbin, karija, tsagu (cziwogaj) i innymi. Posługuje się nim około 20 000 osób (dane z 2017 roku).
Grupa etniczna nazywa się burkanawa, burkunawa, lipkawa.

## Liczba
| Rok       | Liczba mówiących |
| --------- | ---------------- |
| 1949/1950 | 210              |
| 1977      | 4000             |
| 2000      | 12 000           |
| 2017      | 20 000           |